# 尼蘇拉 (密歇根州)
尼蘇拉（英語：Nisula）是位於美國密歇根州霍頓縣萊爾德鎮區的一個非建制地區。

## 地理
尼蘇拉所處的海拔為高於海平面318米（即1043英呎），而該地所採用的時區為UTC-5，即北美东部時區（EST）。同時該地設有夏令時間，為UTC-5調快一小時，即UTC-4（EDT）。